# Vietnam International 2000
Die Vietnam International 2000 im Badminton fanden Anfang Dezember 2000 statt.

## Sieger und Platzierte
| Disziplin    | Gold                          | Silber                       | Bronze                                |
| ------------ | ----------------------------- | ---------------------------- | ------------------------------------- |
| Herreneinzel | Tam Lok Tin                   | Chang Feng-chin              | Hồ Văn Lợi                            |
| Herreneinzel | Tam Lok Tin                   | Chang Feng-chin              | Liao Sheng-shiun                      |
| Dameneinzel  | Chien Yu-chin                 | Lin Chiu-yin                 | Trần Thị Thanh Thảo                   |
| Dameneinzel  | Chien Yu-chin                 | Lin Chiu-yin                 | Hà Thị Kim Nhân                       |
| Herrendoppel | Liu Kwok Wa Wong Tsz Yin      | Chen Yuan-ting Yu Chih-wei   | Hsu Wei-hung Liu Chia-cheng           |
| Herrendoppel | Liu Kwok Wa Wong Tsz Yin      | Chen Yuan-ting Yu Chih-wei   | Nguyễn Phú Cường Trần Đức Sang        |
| Damendoppel  | Chen Yueh-ying Tsai Chia-chun | Chien Yu-chin Lin Chiu-yin   | Hoàng Thục Nghi Lê Ngọc Nguyên Nhung  |
| Damendoppel  | Chen Yueh-ying Tsai Chia-chun | Chien Yu-chin Lin Chiu-yin   | Ngô Hải Văn Nguyễn Hạnh Dung          |
| Mixed        | Chen Yuan-ting Tsai Chia-chun | Nguyễn Phú Cường Ngô Hải Vân | Trần Thanh Hải Nguyễn Thị Phương Thảo |
| Mixed        | Chen Yuan-ting Tsai Chia-chun | Nguyễn Phú Cường Ngô Hải Vân | Yu Chih-wei Chen Yueh-ying            |